# M88000

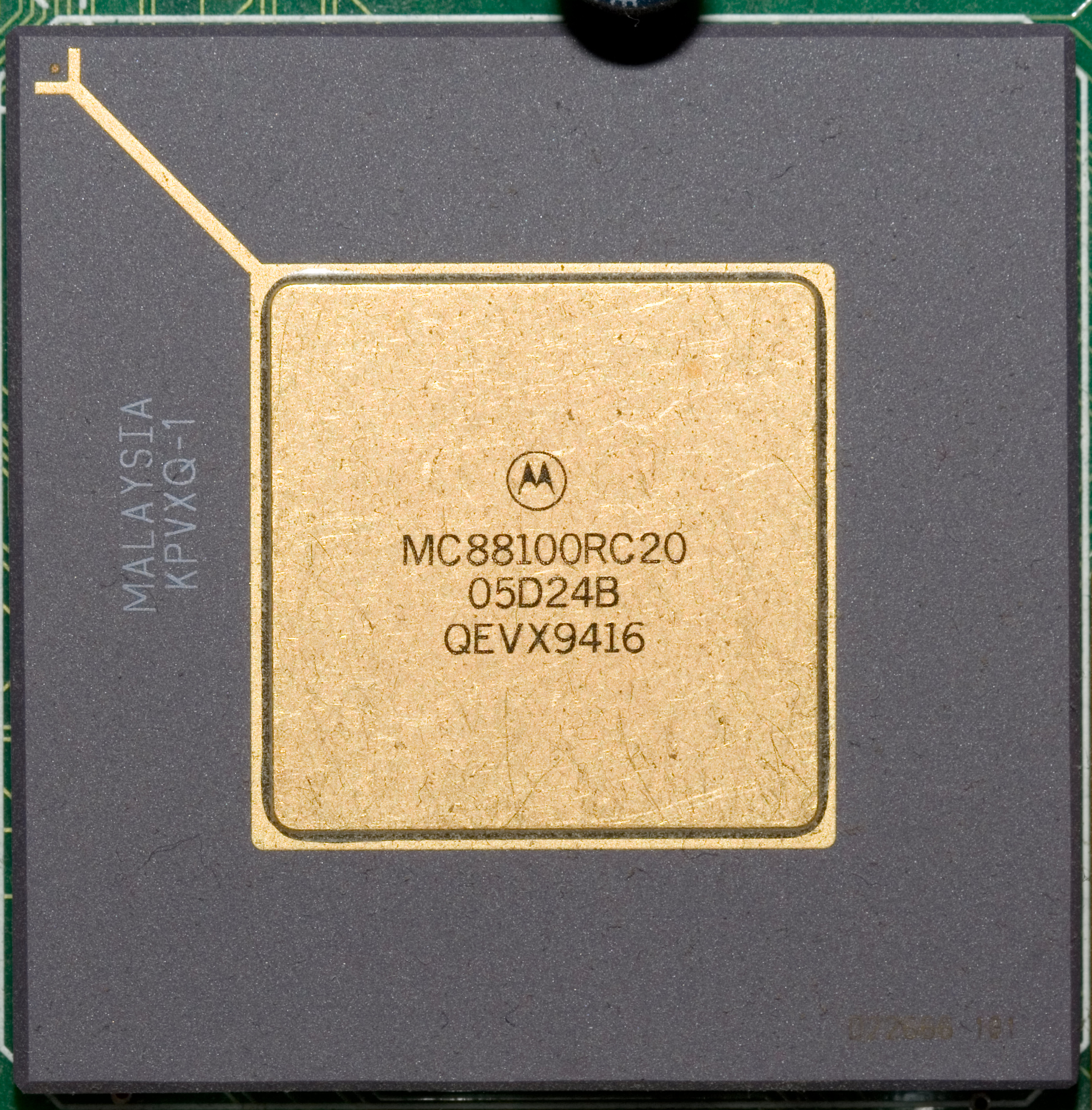
Procesor Motorola MC88100RC20

M88000 – rodzina mikroprocesorów RISC firmy Motorola, znana także pod nazwą 88k.
Najważniejsze układy tej rodziny:
- MC88100 – pierwszy procesor rodziny 88k
- MC88110 – unowocześniona wersja MC88100
- MC88200 – kontroler cache L1 i MMU
- MC88410 – kontroler cache L2

Dla spopularyzowania architektury 88k założono konsorcjum 88open, jednak nie przyniosło to wymiernych efektów.
Ta rodzina procesorów nigdy nie stała się zbyt popularna. Na jej bazie zbudowano między innymi komputery Data General AViiON oraz Omron Luna-88K. Motorola produkowała także linię płyt głównych MVME opartą na tych procesorach i szynie VME.
Kiedy w 1993 roku Motorola przystąpiła do współpracy z firmami IBM i Apple przy tworzeniu procesora PowerPC, dalsze prace rozwojowe nad M88000 zostały zarzucone.
Aktualnie (czerwiec 2005) jedynym aktywnie rozwijanym systemem operacyjnym dla rodziny 88k jest OpenBSD.
Niektóre systemy operacyjne w przeszłości dostępne dla M88000:
- Motorola System V/88
- Data General DG-UX
- Mach